# North Shore Scenic Railroad
| Alco Lok Nr. 101 mit einem Fotozug |                      |                                                    |                                                    |
| Strecke der NSSR zwischen Duluth und Two Harbors |                      |                                                    |                                                    |
| Streckenlänge: | 42 km                |                                                    |                                                    |
| Spurweite: | 1435 mm (Normalspur) |                                                    |                                                    |
| |                      |                                                    |                                                    |
| \| \| \| Duluth Missable and Iron Range der CN \| \| \| \| \| Two Harbors CN \| \| \| \| 41,5 \| links Beginn der NSSR, rechts Abzweigung Docks \| links Beginn der NSSR, rechts Abzweigung Docks \| \| \| \| Owens Abstellgleis \| \| \| \| \| Wendeschleife \| \| \| \| 40,5 \| Two Harbors NSSR \| Two Harbors NSSR \| \| \| \| Old North Shore Road \| \| \| \| 40,2 \| Marbles Ausweichstelle \| Marbles Ausweichstelle \| \| \| \| County 101 \| \| \| \| \| Stone Gate \| \| \| \| \| Murphy Drive \| \| \| \| \| Moss Island Drive \| \| \| \| \| Skiff Landing Road \| \| \| \| \| Knife Island Road \| \| \| \| \| Knife River (50 m) \| \| \| \| \| Marina Driver \| \| \| \| \| Kendall Road \| \| \| \| \| Hanson Road \| \| \| \| \| Scenic Drive (41 m) \| \| \| \| \| Little Sucker River (110 m) \| \| \| \| 25,7 \| Palmers Ausweichstelle \| Palmers Ausweichstelle \| \| \| \| Homestead Road \| \| \| \| \| Big Sucker Creek (88 m) \| \| \| \| \| French River (38 m) \| \| \| \| \| Ryan Road \| \| \| \| \| Talmadge River (48 m) \| \| \| \| \| McQuade Road \| \| \| \| \| Lakewood Road \| \| \| \| \| 69th Avenue East \| \| \| \| \| US Highway 61 \| \| \| \| \| 61st Avenue East \| \| \| \| \| Lester River (49 m) \| \| \| \| \| 6 × 60th, 58th, 54th, 52nd, 51st, 49th Avenue East \| \| \| \| \| McCullough Street \| \| \| \| \| 47th Avenue East \| \| \| \| 7,2 \| Lakeside Ausweichstelle \| Lakeside Ausweichstelle \| \| \| \| 3 × 45th, 43rd, 40th Avenue East \| \| \| \| \| Tischer Creek (33 m) \| \| \| \| \| South 36th Avenue East (20 m) \| \| \| \| \| South 32nd Avenue East (21 m) \| \| \| \| 4,2 \| London Road (60 m) \| London Road (60 m) \| \| \| \| \| \| \| \| \| South 21st Avenue East \| \| \| \| \| North Shore Scenic Drive \| \| \| \| \| Harbor Drive \| \| \| \| 0,0 \| Duluth Lake Superior Railroad Museum \| Duluth Lake Superior Railroad Museum \| \| \| \| Depot \| \| \| \| \| Monarch Highway 35 \| \| \| \| \| \| \| \| \| \| Ende der NSSR \| \| \| \| \| Strecke der BNSF Railway \| \| \| \| \| \| \| \| Quellen: [1] [2] [3] \| \| \| \| |                      |                                                    |                                                    |
| Abzweig geradeaus und nach links · Strecke von rechts |                      | Duluth Missable and Iron Range der CN              | Duluth Missable and Iron Range der CN              |
| Strecke · Dienststation / Betriebs- oder Güterbahnhof |                      | Two Harbors CN                                     | Two Harbors CN                                     |
| Wechsel des Eisenbahninfrastrukturunternehmens · Abzweig geradeaus und von links | 41,5                 | links Beginn der NSSR, rechts Abzweigung Docks     | links Beginn der NSSR, rechts Abzweigung Docks     |
| Abzweig geradeaus und von links · Strecke |                      | Owens Abstellgleis                                 | Owens Abstellgleis                                 |
| Kreuzung geradeaus unten · Strecke nach rechts |                      | Wendeschleife                                      | Wendeschleife                                      |
| Haltepunkt / Haltestelle | 40,5                 | Two Harbors NSSR                                   | Two Harbors NSSR                                   |
| Bahnübergang |                      | Old North Shore Road                               | Old North Shore Road                               |
| Dienststation / Betriebs- oder Güterbahnhof | 40,2                 | Marbles Ausweichstelle                             | Marbles Ausweichstelle                             |
| Bahnübergang |                      | County 101                                         | County 101                                         |
| Bahnübergang |                      | Stone Gate                                         | Stone Gate                                         |
| Bahnübergang |                      | Murphy Drive                                       | Murphy Drive                                       |
| Bahnübergang |                      | Moss Island Drive                                  | Moss Island Drive                                  |
| Bahnübergang |                      | Skiff Landing Road                                 | Skiff Landing Road                                 |
| Bahnübergang |                      | Knife Island Road                                  | Knife Island Road                                  |
| Brücke über Wasserlauf |                      | Knife River (50 m)                                 | Knife River (50 m)                                 |
| Bahnübergang |                      | Marina Driver                                      | Marina Driver                                      |
| Bahnübergang |                      | Kendall Road                                       | Kendall Road                                       |
| Bahnübergang |                      | Hanson Road                                        | Hanson Road                                        |
| Brücke |                      | Scenic Drive (41 m)                                | Scenic Drive (41 m)                                |
| Brücke über Wasserlauf |                      | Little Sucker River (110 m)                        | Little Sucker River (110 m)                        |
| Dienststation / Betriebs- oder Güterbahnhof | 25,7                 | Palmers Ausweichstelle                             | Palmers Ausweichstelle                             |
| Bahnübergang |                      | Homestead Road                                     | Homestead Road                                     |
| Brücke über Wasserlauf |                      | Big Sucker Creek (88 m)                            | Big Sucker Creek (88 m)                            |
| Brücke über Wasserlauf |                      | French River (38 m)                                | French River (38 m)                                |
| Bahnübergang |                      | Ryan Road                                          | Ryan Road                                          |
| Brücke über Wasserlauf |                      | Talmadge River (48 m)                              | Talmadge River (48 m)                              |
| Bahnübergang |                      | McQuade Road                                       | McQuade Road                                       |
| Bahnübergang |                      | Lakewood Road                                      | Lakewood Road                                      |
| Bahnübergang |                      | 69th Avenue East                                   | 69th Avenue East                                   |
| Bahnübergang |                      | US Highway 61                                      | US Highway 61                                      |
| Bahnübergang |                      | 61st Avenue East                                   | 61st Avenue East                                   |
| Brücke über Wasserlauf |                      | Lester River (49 m)                                | Lester River (49 m)                                |
| Bahnübergang |                      | 6 × 60th, 58th, 54th, 52nd, 51st, 49th Avenue East | 6 × 60th, 58th, 54th, 52nd, 51st, 49th Avenue East |
| Bahnübergang |                      | McCullough Street                                  | McCullough Street                                  |
| Bahnübergang |                      | 47th Avenue East                                   | 47th Avenue East                                   |
| Dienststation / Betriebs- oder Güterbahnhof | 7,2                  | Lakeside Ausweichstelle                            | Lakeside Ausweichstelle                            |
| Bahnübergang |                      | 3 × 45th, 43rd, 40th Avenue East                   | 3 × 45th, 43rd, 40th Avenue East                   |
| Brücke über Wasserlauf |                      | Tischer Creek (33 m)                               | Tischer Creek (33 m)                               |
| Brücke |                      | South 36th Avenue East (20 m)                      | South 36th Avenue East (20 m)                      |
| Brücke |                      | South 32nd Avenue East (21 m)                      | South 32nd Avenue East (21 m)                      |
| Tunnel | 4,2                  | London Road (60 m)                                 | London Road (60 m)                                 |
| Strecke nach links · Strecke von rechts |                      |                                                    |                                                    |
| Strecke mit Straßenbrücke |                      | South 21st Avenue East                             | South 21st Avenue East                             |
| Strecke mit Straßenbrücke |                      | North Shore Scenic Drive                           | North Shore Scenic Drive                           |
| Brücke |                      | Harbor Drive                                       | Harbor Drive                                       |
| Kopfbahnhof Streckenanfang · Strecke | 0,0                  | Duluth Lake Superior Railroad Museum               | Duluth Lake Superior Railroad Museum               |
| Dienststation / Betriebs- oder Güterbahnhof · Strecke |                      | Depot                                              | Depot                                              |
| Strecke mit Straßenbrücke · Strecke |                      | Monarch Highway 35                                 | Monarch Highway 35                                 |
| Abzweig geradeaus und von links · Abzweig geradeaus und nach rechts |                      |                                                    |                                                    |
| Wechsel des Eisenbahninfrastrukturunternehmens · Wechsel des Eisenbahninfrastrukturunternehmens |                      | Ende der NSSR                                      | Ende der NSSR                                      |
| Abzweig geradeaus und von links · Abzweig geradeaus und nach rechts |                      | Strecke der BNSF Railway                           | Strecke der BNSF Railway                           |
| |                      |                                                    |                                                    |
| Quellen: |                      |                                                    |                                                    |

Die North Shore Scenic Railroad (NSSR) ist eine US-amerikanische Eisenbahngesellschaft mit Sitz in Duluth (Minnesota). Sie verkehrt auf einem 42 Kilometer langen Streckenabschnitt der ehemaligen Duluth, Missabe and Iron Range Railway (DMIR) zwischen Duluth und Two Harbors und fährt dabei entlang des Lake Superior. Eigentümer ist die St. Louis and Lake Counties Regional Railroad Authority. Das Lake Superior Railroad Museum betreibt auf der Strecke Ausflugszüge mit historischem Rollmaterial. Die Saison startet im Frühsommer und die Züge verkehren dann bis in den Winter hinein.

## Geschichte
Vor dem Bau der Bahnlinie mussten die Menschen lange und gefährliche Wege in Kauf nehmen, um die abgelegenen Regionen der Vermilion- und Mesabi Range (Region) zu erreichen. Entweder mit dem Kanu auf dem Saint Louis River oder zu Fuß oder Pferd über den Vermilion Trail (Pfad).
Die Lakefrot Line entstand ab 1886 als Verbindung, der damals isoliert verkehrenden Duluth and Iron Range Railway, zum expandierenden Schienennetz der USA. Als 1892 der Bau der Duluth, Mesabi and Northern Railway abgeschlossen war, verlagerte sich der gesamte Transport über die Duluth and Iron Range Railway und ihre Lake Division. Im Laufe der Jahre wurde die Lake Division als Lakefront Line bekannt. Als sich im 19ten Jahrhundert die Eisenerzindustrie in Minnesota entwickelte, bot die neue Verbindung die Möglichkeit Materialien und Personen schnell in die wachsenden Siedlungen der Vermilion- und Mesabi Range zu transportieren.
Die Bahnlinie diente über 100 Jahre lang als wichtiges Bindeglied im Verkehrssystem. Als die Lakefront Line erbaut wurde, bestand noch eine Verlängerung zur St. Paul and Duluth Railroad an der Fifth Avenue East in Duluth. Sie ermöglichte der D&IR Zugang zur Innenstadt von Duluth sowie zu anderen Eisenbahnunternehmen am Ende des Lake Superior. In den frühen 1980er Jahren änderten sich die wirtschaftlichen Bedingungen und der Güterverkehr verringerte sich stark. Die Duluth, Missabe and Iron Range Railroad beantragte daraufhin bei der Interstate Commerce Commission die Aufgabe der Lakefront Line.

## Zugverkehr

### Güterzüge
Während der Hochzeit des Holzeinschlags transportierten tausende von Zügen Kiefernstämme zu den Sägewerken in Duluth. Einer der wichtigsten Holzlieferanten war die Duluth and Northern Minnesota Railroad, die auf der Lakefront Line am Knife River Züge mit der D&IR austauschte. Die Zellstofflieferungen wurden bis in die späten 1970er Jahre fortgesetzt. Danach wurden Lastkraftwagen zum bevorzugten Transportmittel.

### Personenverkehr
Die Lakefront Line wurde aber auch für den Personenverkehr eingesetzt. Ab 1887 betrieben die D&IR und die St. Paul and Duluth Railway gemeinsam fünfzehn tägliche Züge zwischen der Innenstadt von Duluth und Lester Park. Dieser Service wurde 1892 eingestellt, als die bequemere Duluth Street Railway ihren Betrieb aufnahm. Danach betrieb die D&IR täglich zwei Personenzüge zwischen Duluth und den Gemeinden der Iron Range. Jeder Zug führte einen Salonspeisewagen mit sich. Während der Sommermonate genossen wohlhabende Gäste aus Chicago und anderen Städten des Mittleren Westens die herrliche Zugfahrt, während sie zu ihren Sommerhäusern am Lake Vermilion reisten.

### Ablösung der Dampflokomotiven
Ab 1953 wurden die dampfbetriebenen Personenzüge durch einen Dieseltriebwagen ersetzt, der den immer geringer werdenden Personenverkehr bis 1961 bewältigte. Danach wurde der gesamte Personenverkehr eingestellt.

## Die Entstehung der North Shore Scenic Railroad
Die Mitglieder des Lake Superior Railroad Museums erkannten bald den potenziellen Wert der landschaftlich reizvollen Strecke. Sie wollten dabei ihre Museumsfahrzeuge einsetzen und so die Geschichte der Region plastisch darstellen. Um die Strecke zu erhalten, setzten sie sich erfolgreich für die Schaffung der St. Louis and Lake Counties Regional Railroad Authority ein, die die 42 Kilometer lange Bahnstrecke mit einem erheblichen Zuschuss des Staates Minnesota kaufte. Bei einer Galafeier im Lake Superior Railroad Museum am 8. Juni 1989 wurde die Lakefront Line in North Shore Scenic Railroad umbenannt und offiziell von Gouverneur Perpich eingeweiht. Dieses Ereignis schloss ein Jahrhundert wechselvoller Geschichte ab.
1990 gründete Donald Shank, der ehemalige General Manager und Vizepräsident der Duluth, Mesabi and Iron Range Railway, die NSSR. Er betrieb die Bahn für eine Saison, wobei er sowohl County- als auch private Geldmittel verwendete. 1991 übernahm die ortsansässige Familie Goldfines, den Betrieb der Eisenbahn. Sie betrieb die Bahngesellschaft als gewinnorientiertes Unternehmen. Sie verwand dazu Fahrzeuge, die sie selber erworben hatte. Die Goldfines betrieben die Bahn fünf Jahre lang.
1996 übernahm das LSRM den Betrieb der North Shore Scenic Railroad. Mit einer Flotte historischer Fahrzeuge und einer Menge von Freiwilligen, entwickelte sich die North Shore Scenic Railroad zu einem lehrreichen und historisch bedeutenden Unternehmen.

## Die Gegenwart
Heute befördert die North Shore Scenic Railroad jährlich über 100.000 Passagiere. Sie zieht Besucher aus der ganzen Welt an, die die Geschichte der Region erleben möchten. Unter der Obhut des Lake Superior Railroad Museum verkehren auf der Strecke einzigartige historische Fahrzeuge. Die Gleise werden von der St. Louis & Lake Counties Regional Rail Authority instand gehalten. Die Züge verkehren das ganze Jahr über, einschließlich einiger Züge im Winter.

### Aktuelle Züge im regelmäßigen Verkehr
- Der Duluth Zephyr,

verkehrt täglich von Mai bis Mitte Oktober. Er fährt dabei 1 ¼ Stunden durch die Innenstadt von Duluth, entlang der Küste des Lake Superior und durch das historische Waldgebiet von Congdon Neighborhood.
- Der Music & Pizza Train,

verkehrt an Abenden am Wochenende im Sommer und Herbst. Er fährt 2 ½ Stunden die North Shore hinauf, mit Pizza und Live-Musik.
- Der Two Harbors Zug,

ist ein Tagesausflugszug an Wochenenden und fährt zwischen Duluth und Two Harbors, entlang des Lake Superior.

### Züge, die nur an einzelnen Tagen verkehren
- Murder Mystery Express, im August/September.
- Elegant Dinner Train, im August und Oktober.
- Pride Festival Party Zug, im September.
- Two Harbors Fall Colors Tour (Herbstfarben), im September/Oktober.
- Bierverkostungszug, im Oktober.
- The Great Pumpkin Train (Kürbiszug), im Oktober.
- Christmas City Express, im November/Dezember.
- Christmas Tree Train, im November.[5]

## Fahrzeuge
| Dampflokomotiven                                    |                |                             |      |                     | |  |
| Soo Line Railroad                                   | 2719           | American Locomotive Company | 1929 | 4-6-2 Pacific       | Wurde restauriert und ist in jedem Herbst im Einsatz. |  |
| Duluth, Missabe and Northern Railway                | 332 (ehem. 28) | American Locomotive Company | 1906 | 2-8-0 Consolidation | Ist für den „Two Harbors Turn“ (Zwei Häfen Zug) im Einsatz. |  |
| Diesellokomotiven                                   |                |                             |      |                     | |  |
| Lake Superior Museum of Transportation and Industry | 1              | Mack Trucks                 | 1931 | B Switcher          | Eine der ältesten Diesellokomotiven der Welt, wird im Rangierbetrieb eingesetzt.                                                                                              |  |
| Duluth, South Shore and Atlantic Railway            | 101            | American Locomotive Company | 1945 | RS-1                | Ehem. CG Railway Nr. 3, ehem. Duluth, South Shore and Atlantic Railway Nr. 101, ist im Besitz der Soo Line Historical and Technical Society, wurde im Jahr 2009 neu lackiert. |  |
| Great Northern Railway                              | 192            | Electro-Motive Diesel       | 1947 | NW5                 | Ehem. Council Bluffs Railway Nr. 192, ehem. Burlington Northern Railroad Nr. 992, der Dampferzeuger wurde entfernt.                                                           |  |
| Duluth, Missabe and Iron Range Railway              | 193            | Electro-Motive Diesel       | 1960 | SD18                | Letzte von DM&IR gekaufte SD18, wurde in den 2000er Jahren in den letzten Farben der DM&IR umlackiert.                                                                        |  |
| Duluth, Missabe and Iron Range Railway              | 316            | Electro-Motive Diesel       | 1960 | SD-M                | Wurde der National Railway Historical Society 2008 gespendet. |  |
| Soo Line Railroad                                   | 700            | Electro-Motive Diesel       | 1963 | GP30                | Ehem. Wisconsin Central Nr. 700, ehem. Soo Line Railroad Nr. 700, wurde im Mai 2005 in SOO-Lackierung umlackiert.                                                             |  |
| Soo Line Railroad                                   | 2500           | Electro-Motive Diesel       | 1949 | FP7                 | Ehem. Electro-Motive Diesel Prototyplok, wurde 1986 gespendet. |  |
| Erie Mining Company                                 | 4211           | Electro-Motive Diesel       | 1956 | F9A                 | Ursprüngliche Nr. 101, wurde 2002 gespendet, 2008 wieder der EMC vermietet, 2009 wieder zurück im Lake Superior Railroad Museum.                                              |  |
| Erie Mining Company                                 | 4222           | Electro-Motive Diesel       | 1956 | F9B                 | Ab 1956 bei der Erie Mining Company im Dienst, wurde dem Lake Superior Railroad Museum 2009 gespendet.                                                                        |  |
| Wisconsin Central                                   | 3617           | Electro-Motive Diesel       | 1967 | SD45                | Ehem. Burlington Northern Railroad 6417, ehem. Northern Pacific Railway 3617, wurde wieder in den Farben des NP lackiert.                                                     |  |
| Minnesota Power and Light                           |                | GE Transportation Systems   | 1952 | BB, 45 Tonner       | Wird im Rangierdienst eingesetzt. |  |
| [ 7 ] [ 8 ]                                         |                |                             |      |                     | |  |